# Université des géosciences de Chine (Pékin)
Ne doit pas être confondu avec Université des géosciences de Chine.
 (juillet 2023).
L'université des Géosciences de Chine (Pékin), abrégée en CUGB, est une université publique située à Pékin, en Chine. Elle relève de l'administration du ministère de l'Éducation de Chine. 
Sur le plan administratif et juridique, l'Université des géosciences de Chine (Pékin) et l'Université des géosciences de Chine (Wuhan) sont considérées comme des entités distinctes. Actuellement, l'université propose 56 programmes de premier cycle, 34 programmes de master et 16 programmes de doctorat, couvrant des domaines tels que la géologie, la géophysique, les sciences de l'environnement, l'écologie, les sciences de l'information géographique, la conception de pierres précieuses, les ressources naturelles, l'économie, le droit, l'administration des affaires, l'informatique. L'université compte plus de 17 000 étudiants à temps plein, dont environ 8 000 étudiants de premier cycle. Elle compte plus de 1 700 enseignants et personnel, dont 11 membres académiciens de l'Académie chinoise des sciences et 1 membre académicien de l'Académie chinoise de l'ingénierie. 
Le politicien chinois Wen Jiabao est un ancien élève de cette université.